# Kimani Griffin
Kimani Griffin (Winston-Salem, 2 juli 1990) is een Amerikaans langebaanschaatser. Hij is gespecialiseerd in de sprint. Griffin wist zich te plaatsen voor de 500m op de Olympische Winterspelen van 2018 in Pyeongchang. De Amerikaan werd 26e op de 500m.

## Records

### Persoonlijke records
| Afstand    | Tijd    | Datum            | Baan           |
| ---------- | ------- | ---------------- | -------------- |
| 500 meter  | 34,91   | 8 december 2017  | Salt Lake City |
| 1000 meter | 1.08.32 | 7 maart 2021     | Salt Lake City |
| 1500 meter | 1.47,74 | 19 november 2017 | Calgary        |
| 3000 meter | 4.15,27 | 18 februari 2017 | Salt Lake City |

(laatst bijgewerkt: 28 oktober 2022)

## Resultaten
| Jaar | WK Afstanden | Olympische Spelen |
| ---- | ------------ | ----------------- |
| 2018 |              | 26e 500m          |
| 2019 | 22e 1000m    |                   |